# De Bakermat
Villa De Bakermat aan de Jacob van Lenneplaan 51 is een gemeentelijk monument in Baarn in de provincie Utrecht. Het huis staat in het Wilhelminapark dat onderdeel is van rijksbeschermd dorpsgezicht Prins Hendrikpark e.o..
Toen het pand Johannes-hoeve op deze plek in 1903 afbrandde, liet G.A. Pos, hoofdconsul van de ANWB naar wie de Posbank is genoemd, de huidige villa bouwen. Op de gevel is een plaquette aangebracht met daarop een lezende vrouw met een fiets. In 1921 kreeg het pand de naam Panna Radja. In 1988 kreeg het de bestemming voor wonen in groepsverband. Het vakwerk op de gevel geeft het gebouw het aanzien van Engelse landschapsstijl. Nadien werden in Baarn bijna geen huizen in chaletstijl meer gebouwd.
De wit gepleisterde Bakermat heeft ver overstekende daken. Er zijn serres aangebouwd en niet-overdekte balkons. In de topgevel is een inpandig boogvormig balkon.